# Élection présidentielle slovène de 2022
L'élection présidentielle slovène de 2022 a lieu les 23 octobre et 13 novembre 2022 afin d'élire le président de la République de Slovénie.
Ayant effectué deux mandats, le président sortant Borut Pahor n'est plus rééligible. Le premier tour voit arriver en tête le candidat porté par le Parti démocratique slovène, Anže Logar. Il affronte au second tour la candidate indépendante Nataša Pirc Musar, qui obtient le soutien des partis de la coalition au pouvoir dans l'entre-deux-tours.
Nataša Pirc Musar l'emporte au second tour avec près de 54 % des suffrages exprimés, devenant ainsi la première femme élue à la présidence slovène.

## Contexte

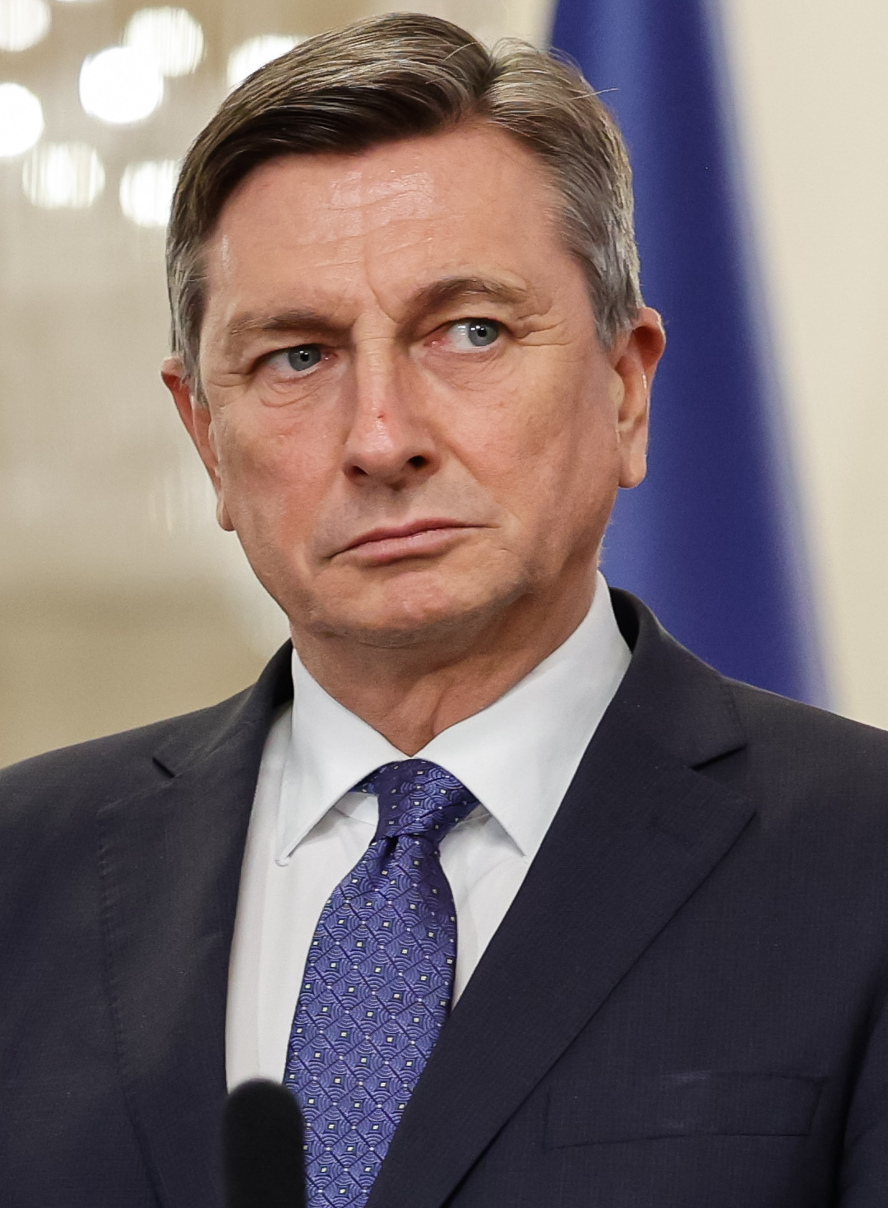
Borut Pahor

L'élection présidentielle de 2017 voit la victoire du président sortant, Borut Pahor. Celui ci manque de peu de se faire réélire dès le premier tour avec plus de 47 % des voix, loin devant le second candidat, Marjan Šarec, qui en réunit 25 %. Aucun candidat n'ayant recueilli la majorité absolue au premier tour, un second est organisé 15 jours plus tard, et est remporté par Pahor avec près de 53 % des voix. 
L'élection présidentielle de 2022 intervient quelques mois après les élections législatives d'avril. Avec une participation en forte hausse, ces dernières voient la victoire du Mouvement pour la liberté (GS), un parti d'opposition écologiste créé un an plus tôt dont le dirigeant, Robert Golob, devient président du gouvernement. Au pouvoir depuis deux ans, le Parti démocratique slovène de Janez Janša est relégué dans l'opposition.
Borut Pahor ne peut se représenter en 2022, la constitution de 1991 interdisant aux présidents de briguer plus de deux mandats consécutifs.

## Système électoral
Le président de la République de Slovénie est élu au scrutin uninominal majoritaire à deux tours pour un mandat de cinq ans, renouvelable une seule fois de manière consécutive.
Pour pouvoir se présenter, un candidat doit avoir la citoyenneté slovène et obtenir le soutien de 5 000 électeurs ou de dix députés, ou encore le soutien d'un parti cumulé à celui de 3 000 électeurs ou trois députés. Dans ce dernier cas, chaque parti ne peut soutenir qu'un seul candidat à la fois.

## Candidats
| Candidat | Candidat           | Parti                                                                                  | Fonctions ou métiers                                                                         | Source |
| -------- | ------------------ | -------------------------------------------------------------------------------------- | -------------------------------------------------------------------------------------------- | ------ |
|          | Anže Logar         | Parti démocratique slovène (SDS)                                                       | - Ministre des Affaires étrangères (2020-2022) - Membre de l'Assemblée nationale (2014-2020) | [ 5 ]  |
|          | Nataša Pirc Musar  | Indépendante Soutenue par le Parti pirate et le Parti de la jeunesse - Verts européens | - Avocate - Commissaire à l'information (2004-2014) - Présidente de la Croix-Rouge slovène   | [ 6 ]  |
|          | Vladimir Prebilič  | Indépendant Soutenu par le Parti vert                                                  | - Écrivain - Professeur d'université - Maire de Kočevje (depuis 2010)                        | [ 6 ]  |
|          | Milan Brglez       | Sociaux-démocrates (SD) Soutenu par le Mouvement pour la liberté                       | - Président de l'Assemblée nationale (2014-2018) - Député européen (depuis 2019)             | [ 6 ]  |
|          | Janez Cigler Kralj | Nouvelle Slovénie (NSi)                                                                | - Ministre du Travail (2020-2022) - Membre de l'Assemblée nationale (depuis 2022)            | [ 6 ]  |
|          | Miha Kordiš        | La Gauche (Levica)                                                                     | - Membre de l'Assemblée nationale (depuis 2014)                                              | [ 6 ]  |
|          | Sabina Senčar      | Resni.ca                                                                               | - Médecin-gynécologue                                                                        | [ 7 ]  |

## Sondages
Pour des raisons techniques, il est temporairement impossible d'afficher le graphique qui aurait dû être présenté ici.

## Résultats
| Candidats                | Candidats                | Partis                   | Premier tour | Premier tour | Second tour | Second tour |
| Candidats                | Candidats                | Partis                   | Voix         | %            | Voix        | %           |
| ------------------------ | ------------------------ | ------------------------ | ------------ | ------------ | ----------- | ----------- |
|                          | Anže Logar               | SDS                      | 296 000      | 33,95        | 414 029     | 46,11       |
|                          | Nataša Pirc Musar        | Indépendante             | 234 361      | 26,88        | 483 812     | 53,89       |
|                          | Milan Brglez             | SD                       | 134 726      | 15,45        |             |             |
|                          | Vladimir Prebilič        | Indépendant              | 92 456       | 10,60        |             |             |
|                          | Sabina Senčar            | Resni.ca                 | 51 767       | 5,94         |             |             |
|                          | Janez Cigler Kralj       | NSi                      | 38 113       | 4,37         |             |             |
|                          | Miha Kordiš              | Levica                   | 24 518       | 2,81         |             |             |
|                          |                          |                          |              |              |             |             |
| Votes valides            | Votes valides            | Votes valides            | 871 941      | 99,47        | 897 841     | 98,87       |
| Votes blancs et nuls     | Votes blancs et nuls     | Votes blancs et nuls     | 4 625        | 0,53         | 10 224      | 1,13        |
| Total                    | Total                    | Total                    | 876 566      | 100          | 908 065     | 100         |
| Abstention               | Abstention               | Abstention               | 817 871      | 48,27        | 786 308     | 46,41       |
| Inscrits / participation | Inscrits / participation | Inscrits / participation | 1 694 437    | 51,73        | 1 694 373   | 53,59       |

## Analyse

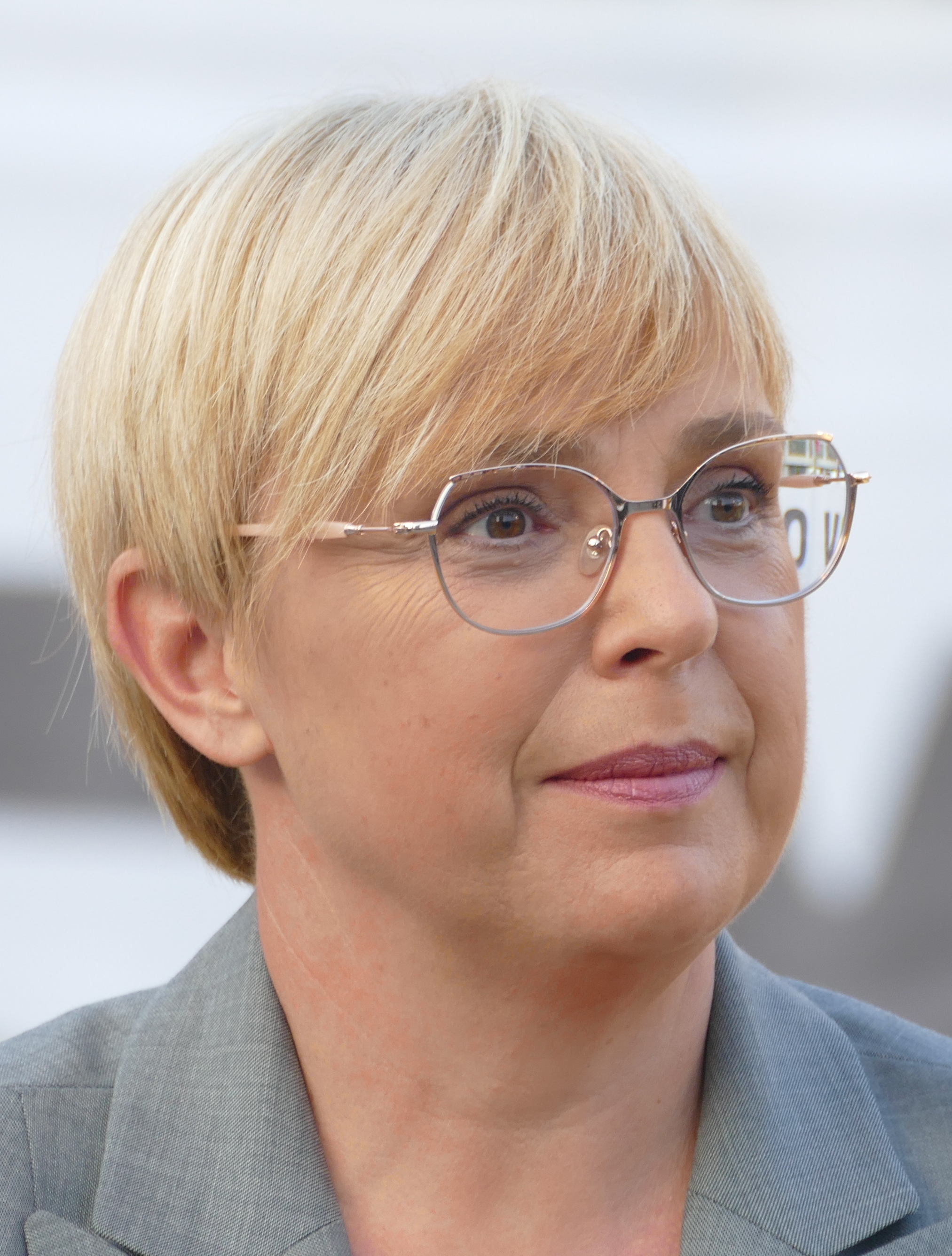
Nataša Pirc Musar

L'ancien ministre des Affaires étrangères Anže Logar arrive en tête, le candidat conservateur du Parti démocratique slovène (SDS) réunissant un tiers des voix, contre un peu plus d'un quart pour l'avocate et ancienne journaliste Nataša Pirc Musar, dont la candidature sans étiquette est directement soutenue par le Parti pirate et le Parti de la jeunesse - Verts européens.  
Soucieux de rassembler au delà de son bord politique, Anže Logar mène une « campagne modérée » susceptible de lui permettre de rallier des électeurs au second tour. Nataša Pirc Musar bénéficie cependant d'une importante réserve de voix. Le candidat social-démocrate (SD) Milan Brglez arrive en effet troisième avec un peu plus de 15 % des voix. Le SD faisant partie intégrante de la coalition du Président du gouvernement Robert Golob, Brglez bénéficiait de son soutien au cours de la campagne. Son échec amène Golob à reporter son soutien sur Nataša Pirc Musar, qu'il qualifie de « meilleure candidate », qui partage « des valeurs proches des nôtres ». La position de cette dernière, sans étiquette, lui permet par ailleurs de se positionner en candidate du consensus, au dessus des « querelles de partis ». Une victoire ferait d'elle la première femme à être élue à la présidence de la Slovénie.
Le second tour organisé le 13 novembre voit ainsi s'opposer un candidat de l'opposition de droite à une candidate soutenue par le gouvernement de centre-gauche, ce qui conduit le scrutin à être qualifié de tentative de revanche du SDS sur les élections législatives d'avril. Nataša Pirc Musar l'emporte avec près de 54 % des suffrages exprimés, dans ce qui constitue un revers pour le Parti démocratique slovène. Logar reconnaît sa défaite le soir même et appele sa concurrente pour la féliciter. Nataša Pirc Musar devient ainsi la première femme à être élue à la présidence slovène. Elle prête serment le 22 décembre suivant, et entre en fonction le lendemain.